# Eucalybites
Eucalybites is een geslacht van vlinders uit de familie mineermotten (Gracillariidae).
Het geslacht omvat één soort:
- Eucalybites aureola Kumata, 1982